# US Bank Center (Milwaukee)
US Bank Center – wieżowiec w Milwaukee, w stanie Wisconsin, w Stanach Zjednoczonych, o wysokości 183,2 m. Budynek został otwarty w 1973 i liczy 42 kondygnacje.